# Mimognoma szetschuanensis
Mimognoma szetschuanensis är en skalbaggsart som beskrevs av Stefan von Breuning 1959. Mimognoma szetschuanensis ingår i släktet Mimognoma och familjen långhorningar. Inga underarter finns listade i Catalogue of Life.